# Euscarthmus rufomarginatus
Az Euscarthmus rufomarginatus a madarak (Aves) osztályának verébalakúak (Passeriformes) rendjébe és a királygébicsfélék (Tyrannidae) családjába tartozó faj.

## Rendszerezése
A fajt August von Pelzeln osztrák ornitológus írta le 1868-ban, a Hapalocercus nembe Hapalocercus rufomarginatus néven.

## Alfajai
- Euscarthmus rufomarginatus rufomarginatus (Pelzeln, 1868)
- Euscarthmus rufomarginatus savannophilus Mees, 1968[2]

## Előfordulása
Bolívia, Brazília, Paraguay és Suriname területén honos. Természetes élőhelyei a szubtrópusi és trópusi száraz erdők, bokrosok és szavannák. Nem vonuló faj.

## Megjelenése
Testhossza 11 centiméter, testtömege 6 gramm.

## Életmódja
Ízeltlábúakkal táplálkozik, de rendszeresen fogyaszt kisebb gyümölcsöket is.

## Természetvédelmi helyzete
Az elterjedési területe rendkívül nagy, de gyorsan csökken, egyedszáma szintén csökken. A Természetvédelmi Világszövetség Vörös listáján mérsékelten fenyegetett fajként szerepel.